# Turnhoutsebaan (Intra Muros)
De Turnhoutsebaan is een gewestweg (N12) die sinds de middeleeuwen Antwerpen verbindt met Turnhout. Dit artikel beschrijft enkel het stuk Turnhoutsebaan 'intra muros' in Antwerpen-Borgerhout.
Het gedeelte van de weg Intra Muros van de stad Antwerpen loopt van de Singel tot de Carnotstraat en vormt het hart van Borgerhout.

## Geschiedenis

### Middeleeuwen
Borgerhout was vroeger een straatdorp gelegen langs de Turnhoutsebaan, die vroeger ter plekke Ayendijk werd genoemd.
De Ayendijk stamt waarschijnlijk reeds uit de 9e eeuw en was een wandeldijk die de Carnotstraat over de Turnhoutsebaan en de Herentalsebaan met Deurne verbond. De huidige straat is nog steeds bochtig omdat ze de hoogtelijnen volgde en de natte gebieden rond het Laar met de Potvliet en het overstromingsgebied van het Schijn vermeed.
Het eerste stuk verharding werd reeds in de 14e eeuw uitgevoerd door de norbertijnen van de verdwenen Sint-Michielsabdij.
De stad Antwerpen kocht in 1447 het tolgeld af dat geheven werd aan iedereen die op de Ayendijk passeerde.
Op de Ferrariskaart uit het einde van de 18e eeuw is Borgerhout nog steeds niet meer dan een rij aaneengesloten huizen langs een stuk van de Turnhoutsebaan. Daaromheen liggen overal nog open velden, met uitzondering van het ondertussen verdwenen 'Kattenbergkasteel' dat nog voortleeft in de straatnaam Kattenberg. Opmerkelijk is dat op de kaart geen kerk te zien is, bewoners moesten helemaal naar Deurne. Ondertussen kent Borgerhout uiteraard wel kerken, maar hoewel de Turnhoutsebaan steeds de hoofdstraat was, werd er geen enkele van die kerken in de straat zelf gebouwd.
Tot het midden van de 19e eeuw bleef de Turnhoutsebaan de enige aanzienlijke straat van Borgerhout.

### 19e en vroege 20e eeuw

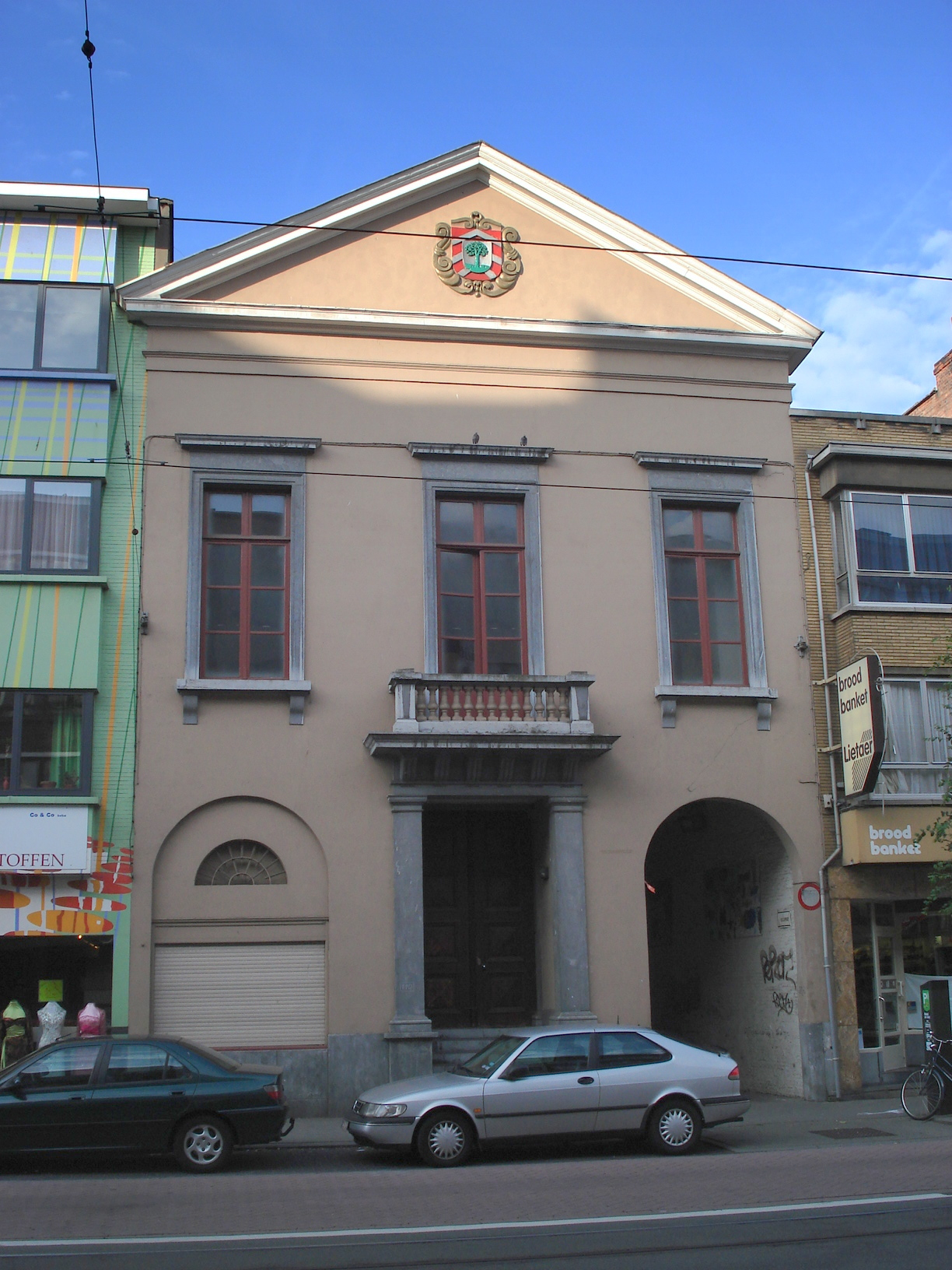
Het Reuzenhuis, eerste gemeentehuis van Borgerhout (van 1836 tot 1890)

Na een eenzijdige beslissing van de Borgerhoutse schepenen in 1832 tot bestuurlijke opsplitsing van Deurne en Borgerhout werd in het uit 1713 daterende Reuzenhuis het eerste gemeentehuis van Borgerhout geïnstalleerd. Het oude gebouw werd afgebroken en vervangen door het nog steeds bestaande Reuzenhuis, dat opvalt door zijn kenmerkende / Reuzenpoort', die een doorgang vormde naar de gronden achter het gebouw waar een servituut op lag.
Na de bekrachtiging van de opsplitsing van Borgerhout en Deurne in 1836 deed het Reuzenhuis dienst als gemeentehuis tot 1889. In het gebouw werden tevens de blusmiddelen van de gemeente bewaard. Later deed het onder andere dienst als muziekschool en als officieus heemkundig museum. Na de renovatie in 2003 werd de heemkundige collectie verspreid en kwam het gebouw leeg te staan. In 2010 werd het verkocht aan een anonieme koper, die het huis een culturele invulling wilde geven. Sinds 2015 huisvest het pand de redactie van de nieuwswebsite Apache.
In tegenstelling tot wat de naam doet vermoeden, hebben 'De Reuskens' van de sinds 1713 jaarlijks door de Turnhoutsebaan en aanpalende straten trekkende folkloristische stoet nooit in het Reuskenshuis gestaan.
De aanleg van de huidige weg gebeurde in de periode 1850-1853 met de verharding met kasseien en de aanleg van riolering.
In 1860-1865 werd de straat sterk opgesplitst door de aanleg van een verdedigingsgordel rond Antwerpen die zorgde voor de opsplitsing van Borgerhout in een intramuraal en een extramuraal gedeelte. Die fysieke grens werd in 1870 nog benadrukt door de aanleg van de spoorverbinding met Nederland, een nog bestaande verbinding die sinds 1895 op een verhoogde berm loopt en daarmee nog steeds een scherpe grens vormt.
Op het eind van de 19e eeuw werd het Vredegerecht gebouwd, waar zich gedurende enkele jaren een kleine openbare bibliotheek bevond die in 2009 een weinig geslaagde restyling van het aanbod kende, waarop het aantal uitleningen sterk verminderde. Na de verhuis van de bibliotheek naar het Moorkensplein in 2018 werd gezocht naar een nieuwe invulling. Op 7 januari 2020 opende er de creatieve hotspot BorGerHub.
In 1927 werd de bioscoopzaal De Roma met 2000 zitplaatsen gebouwd in opdracht van de Italiaanse steenkapper Jean-Baptiste Romeo en zijn gemalin Ludvina Malev. Na het stopzetten van de cinema werd het in de jaren 70 een concertzaal waar o.a. Lou Reed, Iggy Pop en Paul McCartney hebben opgetreden. Na een lange leegstand werd de zaal door buurtbewoners opgeknapt en gebeuren er opnieuw podiumvoorstellingen. In 2002 werd De Roma beschermd.
Het hoekhuis op de hoek Turnhoutsebaan-Kroonstraat zou het oudste huis van Borgerhout zijn.

### Na de Tweede Wereldoorlog
De straat begon met de opkomst van de auto steeds meer gesatureerd te raken. In de jaren 50 en 60 werden de reeds tientallen jaren oude plannen gerealiseerd om de straat te verbreden. Hiervoor werd een groot aantal huizen afgebroken om alzo het autoverkeer en de trams beter te laten doorstromen. Vreemd genoeg werden dan weer stukken aan de even kant, dan weer stukken aan de oneven kant gesloopt.
In 1980 en 1986 werden de werken aan de premetro onder de Turnhoutsebaan aangevat, die echter in 1989 door geldgebrek stilvielen. Sindsdien lagen de bijna afgewerkte tunnels en stations er verlaten bij. In 2004 werd in het Pegasusplan beslist de metrolijnen toch af te werken en in 2011 zou de lijn opengesteld moeten worden. Het duurde echter tot 18 april 2015 voor de metrotunnel onder de naam Reuzenpijp geopend werd met een nieuwe tramlijn 8 vanaf de P+R zone aan het rondpunt van Wommelgem tot het Centraal Station. Echter werden enkel de premetrostations Zegel en Astrid opengesteld, de stations Carnot, Drink en Foorplein bleven onafgewerkt en worden enkel gebruikt in geval van nood. Tram 10 rijdt sinds 18 april 2017 ook ondergronds, tram 24 blijft bovengronds.
De braakliggende zone aan de Stenenbrug, waar zich ooit de kolenhandel Dockx bevond en waar de enige Antwerpse trolleybus ooit in een eindlus omheen reed, gekend als "den bretel" die jarenlang door een houten schutting werd omgeven is momenteel voorlopig ingevuld is als speelwei maar zou in de nabije toekomst bebouwd worden, zodat het troosteloos braakliggend stuk terug zal aansluiten met de Stenenbrug en Engelse Lei.
In de jaren 90 werd het Ecohuis Antwerpen, een tentoonstellingsruimte, educatief centrum en centrum voor duurzaam bouwen geopend in de gebouwen van de voormalige Wolfabriek. Het Ecohuis ligt een eind van de rooilijn omdat het voorliggende huis 'De Wolmolen' in 1977 werd afgebroken voor de werken aan de premetro.
De straat was en is nog steeds het winkelhart van Borgerhout, al is er uiteraard een grondige transformatie geweest. Oorspronkelijk (in de 19e eeuw) was Borgerhout de plek waar veel slagers gevestigd waren en er waren opvallend veel cafés. Momenteel is de straat een toonbeeld van culturele diversiteit.

### 21e eeuw
Op 26 november 2002 werd Mohamed Achrak in de Schapenstraat doodgeschoten door zijn overbuurman. Hierop braken rellen uit die zich verspreidden tot de Turnhoutsebaan met wat materiële schade tot gevolg. De rellen kwamen uitgebreid aan bod in de media en vormden het startsein voor de juridische vervolging van Dyab Abou Jahjah die echter later vrijgesproken werd.
De rellen en de sfeer in de periode werden beschreven in de roman Los van Tom Naegels. De rellen werden nagespeeld bij de verfilming van het boek door Jan Verheyen. In tegenstelling tot in de film werden er bij de echte rellen geen auto’s in brand gestoken. Verheyen verklaarde in de media dat hij de zaken wat heeft aangedikt omdat toen hij de beelden van de echte rellen bekeek hij verbaasd was hoe weinig spectaculairs er te zien was..
In 2011 braken er verschillende keren relletjes uit naar aanleiding van voetbalmatchen, namelijk de matchen tussen Real Madrid en FC Barcelona en de interland Marokko - Algerije.

## Verkeer
De gewestweg heeft hier geen fietspaden, en naast de bijzonder overrijdbare bedding (voor trams, lijnbussen, Flixbussen en taxi's) haalden auto's fietsers in op een rijstrook die daar te smal voor is. Hierbij werden fietsers geregeld naar rechts het voetpad opgedrongen. Tot juli 2022 mocht er 50 km per uur gereden worden.

### Omleidingsroute voor fietsers
In 2014 vond de Antwerpse schepen van Mobiliteit dat de weg zowel een as voor openbaar vervoer als een invalsweg voor autoverkeer moest blijven. Fietsers konden volgens hem beter in parallelstraten rijden. In de jaren nadien heeft de Stad Antwerpen dan ook heel wat parallelstraten als fietsstraat ingericht.

### Fietsstraat

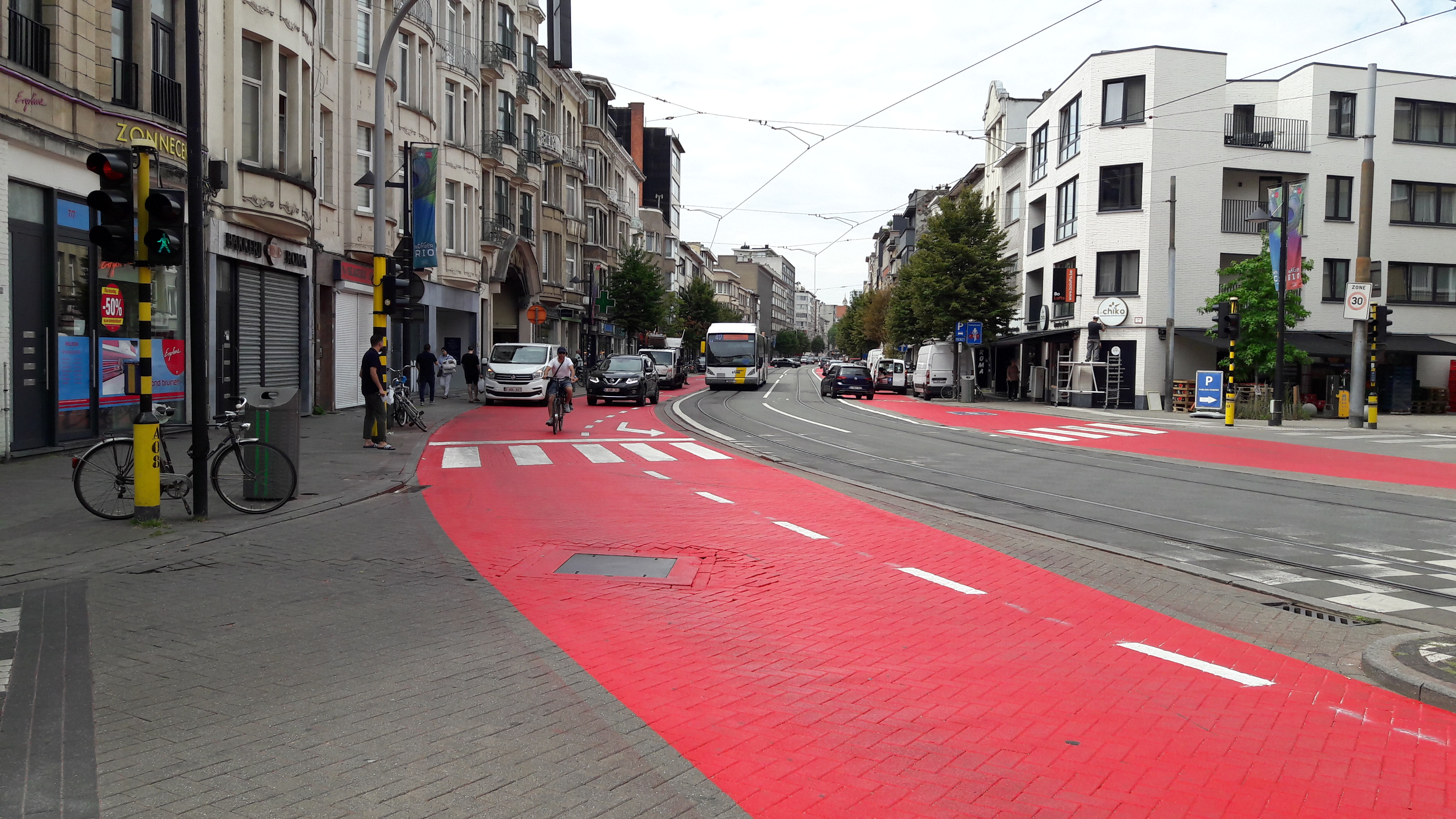
Fietsstraat aan de Roma.

In 2022 heeft de Vlaamse wegbeheerder echter de rijbaan van de Turnhoutsebaan zelf, tussen de Kerkstraat en de Stenenbrug, rood geschilderd en vanaf 8 juli ook officieel gesignaleerd als fietsstraat, waardoor het vanaf dan verboden is om fietsers in te halen (door gemotoriseerd verkeer), en sneller te rijden dan 30 km per uur. Fietsers mogen er ook de volledige breedte van de rijstrook benutten. Deze maatregel, uniek op een gewestweg, gebeurde wegens verkeersonveiligheid voor fietsers en na een controverse, waarbij onder andere de Antwerpse schepen tegen een fietsstraat was. 
De fietsstraat is bedoeld als tijdelijke inrichting.  

### Heraanleg
De wegbeheerder startte eveneens in 2022 een ontwerpstudie voor een volledige herinrichting gevel tot gevel, inclusief fietsvoorzieningen.

### Verdere opening ondergrondse tramstations
De heraanleg bovengronds wordt afgestemd met de mogelijke ingebruikname, zoals gevraagd in het gemeentelijk bestuursakkoord van 2018, van de ongebruikte premetrostations Drink en Collegelaan, waar de ondergrondse sneltrams 8 en10 sinds de opening van de Reuzenpijp in 2015 aan voorbijrijden.
Nog in juli 2022 gaf de Vlaamse regering toelating voor onder andere de aanbesteding van Drink en de afwerking ervan tegen 2026. Station Collegelaan hoort daar echter niet bij.

## Bekende bewoners
- August Snieders